# El Rostro de la Muerte
El Rostro de la Muerte, es una telenovela venezolana producida por Cines Unidos y distribuida por Telemundo Studios, Miami, escrita por  Luis Cerasa.
Está protagonizada por Laura Medina y Kevin Rodríguez, con las participaciones antagónicas de  Javier Hrndz y  Cesar Mendez y la actuación estelar de  Mia Pelaez.

## Argumento
Una muerte misteriosa es el detonante de una cadena de intrigas entre un grupo de amigos. Cada quien guarda un gran secreto que hará dudar hasta de quien menos imaginamos. En esta historia, no se sabrá quién miente o quien dice la verdad, quienes serán los buenos o los malos y en quien se podrán confiar o temer y nada es lo que parece. Historia que tiene por trama, a un grupo de amigos que se dirigen a una reunión en casa de uno de ellos, ellos son 6, Ania, Santiago, Rebeca, Anastasia, Marcelo y Margarita. Dicha reunión comenzó a las 4 de la tarde, fueron muchos invitados redondeando a 20 personas, el tema de la reunión fue celebrar la unión de compromiso de Ania y Santiago. Existe una rivalidad entre Ania y Margarita porque Santiago es el exesposo de Margarita, y su rencor es porque este se enamoró de Ania y le pidió el divorcio unos meses atrás. Existe un secreto entre estos 6 amigos y más personas. El secreto de Marcelo lo sabe Anastasia y el de esta lo sabe Santiago. Todos contra todos develaran sus secretos gracias a un crimen.

## Elenco
| Actor                 | Personajes                          |
| --------------------- | ----------------------------------- |
| Laura Medina          | Ania Castellanos                    |
| Kevin Rodríguez       | Santiago Rosal                      |
| Javier Hrndz          | Andres Castillo (Villano Principal) |
| Cesar Mendez          | Marcelo Herrera (Antagonista)       |
| Mia Pelaez            | Rebeca Jurado                       |
| Enio Velasquez        | Lisandro Castellanos                |
| Yulyannys Medina      | Anastasia Contreras                 |
| José Manuel Hernández | Jose Carlos Castillo                |
| Esmeralda Monasterios | Margarita Contreras                 |
| Carmen Julia Álvarez  | Cecilia Gil de Castellanos          |
| Jefferson Maita       | Cristobal Vargas                    |

- Datos: Q5352060